# مصطفی‌قلی رام
مصطفی‌قلی انتخاب‌‏الملک (۱۲۷۷ مشهد–۱۳۶۰ تهران) که نام خانوادگی رام برگزید، دولتمرد و قانونگذار دوره قاجار و پهلوی و وزیر کشور کابینه دکتر مصدق بود.
او یکی از چهره‌های سیاسی و دولتی دوره قاجار و اوایل پهلوی در ایران بود. او از خاندان‌های بانفوذ خراسانی و یکی از اشراف و بزرگان مشهد به شمار می‌آمد.
در زادگاهش مشهد تحصیلات قدیمه کرد و به معلمی پرداخت. سپس به تهران رفت و زبان فرانسه آموخت و برای ادامه تحصیل به اروپا رفت. پس از بازگشت در وزارت فوائد عامه استخدام شد و سپس به وزارت مالیه انتقال یافت و از نزدیکان علی‌اکبر داور، وزیر مالیه شد. به ریاست اداره‌های انحصار تریاک و انحصار دخانیات رسید و سرانجام پیشکار مالیهٔ آذربایجان شد.
در هجدهم آذر ۱۳۱۸ مصطفی‌قلی رام به عنوان رئیس ادارهٔ کل کشاورزی به مجلس شورای ملی معرفی شد. در آن زمان هنوز وزارت کشاورزی تشکیل نشده بود و رام به عنوان مدیرکل کشاورزی عضو و منشى هیئت وزیران بود. 
رام در سال ۱۳۲۰ شهردار تهران و پس از چندى مدیر کل آمار و سجل احوال شد. مدت کوتاهى نیز تولیت آستان قدس رضوی را عهده‌دار بود. در سال ۱۳۳۱ در کابینه دکتر مصدق مدت کوتاهی به وزارت کشور رسید. 
در انتخابات دورهٔ‏ هجدهم مجلس شورای ملی، رام رئیس انجمن نظارت انتخابات تهران بود. این انتخابات مطابق میل و دلخواه دولت انجام گرفت. در سال ۱۳۳۴ استاندار خراسان و پس از آن استاندار فارس شد. از دورهٔ‏ دوم تا پایان دورهٔ‏ پنجم مجلس سنا نیز سناتور بود. 
خاندان رام از خانواده‌های اصیل و بانفوذ مشهد بودند که در دوره قاجار و پهلوی نقش مهمی در تحولات سیاسی، اقتصادی و اجتماعی خراسان ایفا می‌کردند. این خانواده با زمین‌داری و داشتن املاک گسترده در منطقه مشهد، نفوذ و قدرت زیادی داشت. 
از اعضای این خانواده میتوان به خان‌باباخان رام(برادر) و هوشنگ رام(پسر) اشاره داشت. 

مصطفی‌قلی‌ رام به‌ویژه در تحولات سیاسی و اجتماعی خراسان نقش مهمی داشت و از او به‌عنوان یکی از چهره‌های بانفوذ محلی یاد می‌شود.